# APT1
APT1 (ang. Advanced Persistent Threat 1), Comment Crew, jednostka ChALW 61398 (ang. PLA Unit 61398, chiń. upr. 61398部队, pinyin 61398 bùduì) – jedna z jednostek Chińskiej Armii Ludowo-Wyzwoleńczej zajmujących się prawdopodobnie włamaniami komputerowymi.
Istnienie APT1 zostało po raz pierwszy opisane na początku 2013 r., w raporcie firmy Mandiant (obecnie FireEye) zajmującej się bezpieczeństwem teleinformatycznym, oraz w reportażu The New York Times. Analitycy Mandiant gromadzili poszlaki wśród 141 powiązanych włamań komputerowych od 2004 r., charakteryzując i zawężając prawdopodobne położenie odpowiedzialnych grup do wąsko określonego sąsiedztwa w Szanghaju, w którym mieści się dwunastopiętrowy, strzeżony wieżowiec stanowiący w całości siedzibę jednostki wojskowej 61398. Jej oficjalne przeznaczenie jest tajne, jednak odkryto między innymi, że prowadziła ona m.in. rekrutację wśród absolwentów informatyki uniwersytetów Zhejiang i Jiaotong. Analitycy zewnętrzni podejrzewali, że jednostka zajmuje się włamaniami informatycznymi już co najmniej w 2011 r. Przekonanie o powiązaniu APT1 z jednostką 61398, w kontekście innych, podobnych oddziałów ChALW, wyrazili w późniejszym czasie także analitycy CrowdStrike. W 2014 r. Departament Stanu USA wydał wobec pięciu obywateli Chin akt oskarżenia o szpiegostwo komputerowe, zarzucając im pracę dla jednostki 61398. Władze Chin podważały jednak wiarygodność tych ustaleń i zaprzeczały prowadzeniu takiej działalności. W 2014 r. odkryto publikacje naukowe z obszaru bezpieczeństwa komputerowego, otwarcie podpisane przez pracowników jednostki 61398 wraz z naukowcami z uniwersytetu Jiaotong.
Celem działań APT1 wydaje się być głównie kradzież własności intelektualnej z firm w branżach biznesowych, przemysłowych i technologicznych, m.in. inżynierii lotniczej i kosmicznej, telekomunikacji, informatyki, energetyki i opieki zdrowotnej. Grupę określono jako jedną z najbardziej zauważalnych, ponieważ wykonuje szczególnie liczne ataki, bez pełnej dbałości o maskowanie swoich śladów.